# 黒坂正則
黒坂 正則（くろさか まさのり、1924年〈大正13年〉8月25日 - ）は、日本の政治家、千葉県富津市長（3期）。

## 来歴
千葉県出身。木更津中学校、旧制新潟高等学校を経て、東京大学第二工学部土木工学科卒。卒業後は建設省に入省後、千葉県庁に出向、土木部長、県住宅供給公社理事長などを務め、1983年、富津市長選挙に立候補し、初当選する。市長を3期務め、1995年の市長選挙で元千葉県議会議長の野口岡治に敗れた。